# Терьохін Роман Павлович
Роман Павлович Терьохін (14 жовтня 1917, Кривське — 12 квітня 1989, Москва) — російський радянський фаготист і педагог; кандидат мистецтвознавства з 1953 року, професор з 1969 року. Заслужений діяч мистецтв РРФСР з 1984 року.

## Життєпис
Народився 1 [14] жовтня 1917 року в селі Кривському (нині Боровський район Калузької області, Росія). У 1938 році закінчив Музичне училище при Московській консерваторії. У 1938—1942 роках навчався на військово-капельмейстерській кафедрі Московської консерваторії, потім у самій Московській консерваторії (клас Олександра Нікітанова та Івана Костлана), яку закінчив у 1944 році; продовжив навчання аспірантурі у Івана Костлана, яку закінчив 1950 року. Член КПРС з 1954 року.
Протягом 1942—1969 років — соліст Великого симфонічного оркестру Всесоюзного радіо і телебачення, водночас вів педагогічну діяльність: у 1944—1960 роках викладав у Музичному училищі при Московській консерваторії; з 1956 року — у Московські консерваторії (з 1969 року професор, завідувач кафедри духових і ударних інструментів). Серед учнів: Гаррій Абаджян, Валерій Попов.
Помер у Москві 12 квітня 1989 року.

## Роботи
- «Вибрато на фаготе» / «Методика обучения игре на духовых инструментах», Москва (1964; у співавторстві з Є. А. Рудаковим) (рос.);
- «И. И. Костлан» / «Воспоминания о Московской консерватории», Москва (1966) (рос.);
- «Концерт си-бемоль мажор для фагота с оркестром В. А. Моцарта» / «Методика обучения игре на духовых инструментах», випуск 3, Москва (1971) (рос.);
- «Концерты для фагота, струнных и чембало Вивальди» / «Методика обучения игре на духовых инструментах», випуск 4, Москва (1976) (рос.);
- «В классе фагота [И. И. Костлан]» / «Мастера игры на духовых инструментах Московской консерватории», Москва (1979) (рос.).